# ROCKTOWN
ROCKTOWN（ロックタウン）は、大阪市阿倍野区にあるライブハウス。
2011年4月にオープンしたあべのキューズモール（あべのキューズタウン）の4Fにある。ライブホールに併設してレストランがある。5Fにレコーディングスタジオとダンススタジオがあり、レンタルが可能。

## 正式名称
「ROCK TOWN」「Rock Town」など表記されることがあるが、正式名称は「ROCKTOWN」である。

## 収容人数
オールスタンディング約300名、座席約120席（レストラン約50席）。

## 所在地
大阪市阿倍野区阿倍野筋1-6-1 あべのキューズモール4F

### アクセス
- 地下鉄御堂筋線・谷町線 天王寺駅12号出口直結
- JR西日本大阪環状線・大和路線・阪和線天王寺駅より徒歩3分
- 近鉄南大阪線 大阪阿部野橋駅より徒歩3分
- 地下鉄谷町線 阿倍野駅より徒歩3分(北改札・1号出口)
- 阪堺電気軌道上町線 天王寺駅前駅より徒歩3分